# Bobè
Bobè ist ein Dorf und ein Arrondissement im Departement Collines im westafrikanischen Staat Benin. Es ist eine Verwaltungseinheit, die der Gerichtsbarkeit der Kommune Bantè untersteht.

## Demografie und Verwaltung
Gemäß der Volkszählung 2013 des beninischen Statistikamtes INSAE hatte das Arrondissement 7494 Einwohner, davon waren 3791 männlich und 3703 weiblich.
Von den 49 Dörfern und Quartieren der Kommune Bantè entfallen fünf auf Bobè: Assaba, Bobè, Djagballo, Fomon und Soula.